# Петропавлівське (Баштанський район)
Петропа́влівське — село в Україні, у Горохівській сільській громаді Баштанського району Миколаївської області. Населення становить 29 осіб.

## Населення

### Мова
Розподіл населення за рідною мовою за даними перепису 2001 року:
| Мова       | Кількість | Відсоток |
| ---------- | --------- | -------- |
| українська | 22        | 75.86%   |
| російська  | 7         | 24.14%   |
| Усього     | 29        | 100%     |